# Oksana Selekhmeteva
Oksana Selekhmeteva   (Kàmenka, 13 de gener de 2003) és una tenista russa que va debutar professionalment el 2018. Va guanyar dos títols de Grand Slam júnior en dobles: l'Open dels Estats Units de 2019 i el torneig de Roland Garros de 2021. També va arribar a la final del torneig de dobles femenins del torneig de Wimbledon de 2019.
Va competir per l'equip rus als Jocs Olímpics de la Joventut d'Estiu de 2018, arribant als quarts de final com a jugadora sense ser cap de sèrie i essent l'única jugadora que va guanyar la posteriorment medalla d'or, Kaja Juvan.